# Lễ hội ẩm thực

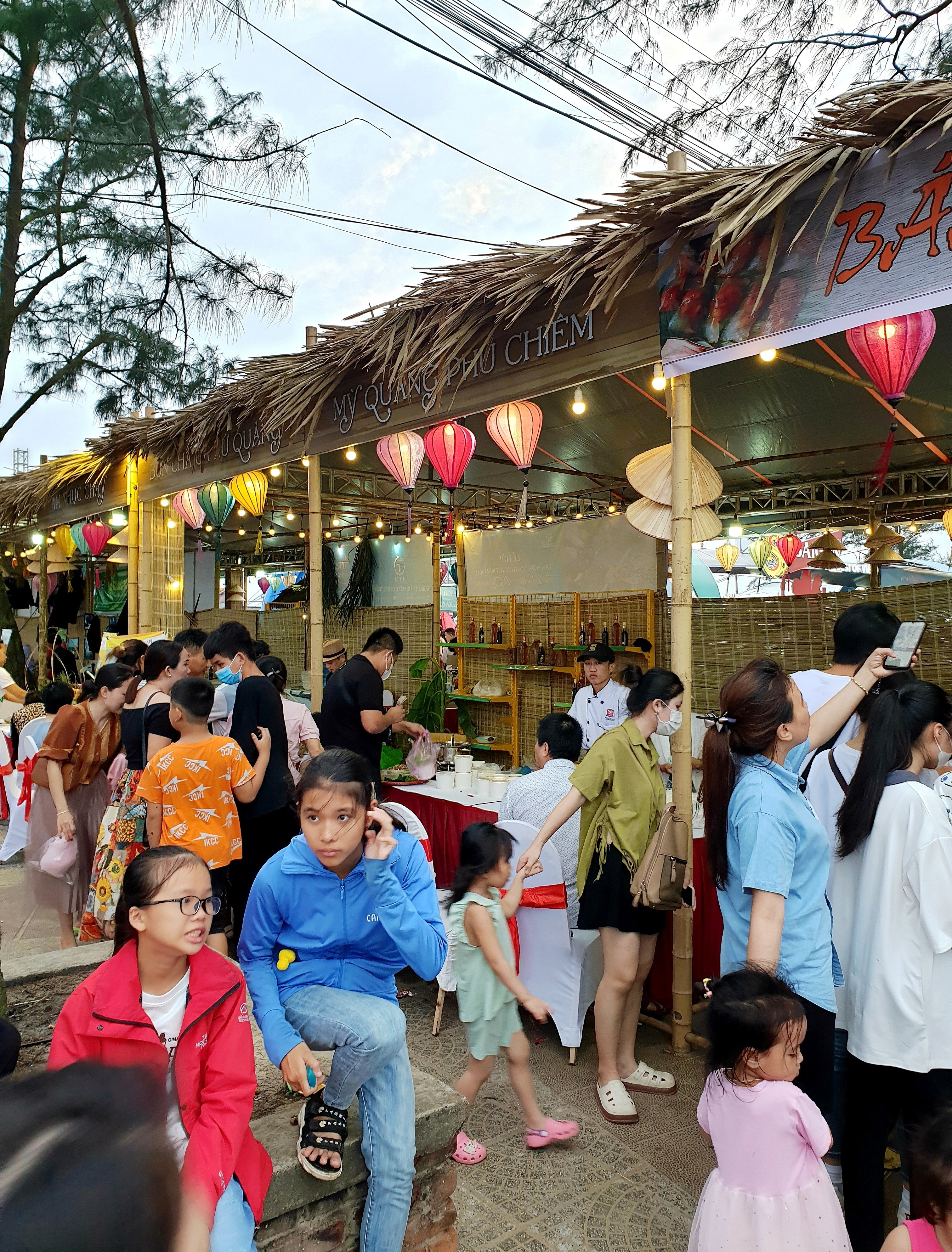
Quang cảnh Lễ hội ẩm thực Cửa Việt tháng 4 năm 2023

Lễ hội ẩm thực (Food festival) là một lễ hội trong đó các loại thức ăn, đồ uống, thực phẩm đóng vai trò là chủ đề trung tâm. Trong văn hóa truyền thống thì những lễ hội này luôn là dịp để giao lưu, đoàn kết các cộng đồng với nhau thông qua sự kiện kỷ niệm sau khi thu hoạch và tạ ơn trên vì một mùa màng trồng trọt bội thu. Ngày nay, Lễ hội ẩm thực là sự kiện quảng bá nền ẩm thực quốc gia, địa phương, giới thiệu các đặc sản, món ngon vật lạ, sản vật địa phương nhằm thu hút khách du lịch trong các tour du lịch ẩm thực. Các lễ hội ẩm thực được coi là tác nhân lưu giữ di sản văn hóa địa phương, đồng thời tôn vinh di sản văn hóa này đồng thời thương mại hóa nó đến khán giả trong nước hoặc quốc tế.

## Tổng quan
Lễ hội ẩm thực trên khắp thế giới thường dựa trên các kỹ thuật canh tác truyền thống, theo mùa Lễ hội ẩm thực có liên quan đến văn hóa ẩm thực của một vùng, miền, khu vực, cho dù thông qua việc chuẩn bị thức ăn phục vụ hay khoảng thời gian tổ chức lễ hội. Mặc dù phù hợp về mặt lịch sử với các giai đoạn thu hoạch lương thực có ý nghĩa văn hóa, các lễ hội ẩm thực đương đại thường được gắn kết với các tổ chức kinh doanh hoặc tổ chức phi lợi nhuận và tham gia rất nhiều hoạt động tiếp thị cho các lễ hội của họ, vì thành công của chúng được đo lường dựa trên doanh thu mà chúng tạo ra cho cộng đồng địa phương, khu vực hoặc thực thể (entity) được đưa vào sự kiện. Các lễ hội ẩm thực hiện đại cũng chiếm một phần lớn của ngành du lịch ẩm thực, sử dụng các lễ hội ẩm thực và ẩm thực khu vực để hỗ trợ ngành du lịch rộng lớn hơn của một địa phương.
Lễ hội ẩm thực đang nhanh chóng trở thành một phần của ngành du lịch ẩm thực đang mở rộng về quy mô. Bản thân du lịch ẩm thực đã trở thành một phần quan trọng của ngành du lịch trên toàn thế giới và sự hiện diện của các lễ hội ẩm thực đã hỗ trợ sự phát triển của các ngành nghề ăn theo ở địa phương. Lễ hội ẩm thực là một phần quan trọng trong việc xây dựng thương hiệu điểm đến cho nhiều vùng, tạo ra lý do dựa trên sự kiện để các cá nhân đến thăm các địa phương kém hấp dẫn hoặc ít tiếng tăm và quảng bá các sản phẩm và dịch vụ địa phương bên ngoài môi trường sản phẩm đô thị. Một số nghiên cứu điển hình đã chỉ ra rằng các lễ hội ẩm thực có khả năng cải thiện tính bền vững xã hội đồng thời hỗ trợ rất nhiều cho ngành du lịch và khách sạn nở rộ. Du lịch ẩm thực cũng là một lý do quan trọng khiến mọi người tham dự các lễ hội ẩm thực trên khắp thế giới.